# 亞歷山德里夫卡 (布利茲紐基市鎮)
48°45′50″N 36°38′24″E / 48.76389°N 36.64000°E
亞歷山德里夫卡（烏克蘭語：Олександрівка）是位於烏克蘭東部的村莊，由哈爾科夫州洛佐瓦區的布利茲紐基市鎮負責管轄。該村始建於1820年，面積1.44平方公里，海拔高度101米，2001年人口545，人口密度每平方公里378.5人。